# Torre de telecomunicaciones de Macao
El Centro de Convenciones y Entretenimiento de la Torre de Macao (en chino tradicional, 澳門旅遊塔會展娛樂中心, en portugués: Centro de Convenções e Entretenimento da Torre de Macau), o simplemente Torre de Macao, es una torre situada en la región administrativa especial de Macao, China. Macao fue una colonia de Portugal hasta 1999. La torre tiene 338 metros de altura desde el suelo hasta su punto más alto. Contiene una plataforma de observación con vistas panorámicas, restaurantes, teatros, centros comerciales y ofrece la posibilidad de realizar el Skywalk X, un emocionante paseo alrededor del borde exterior. Tiene las mejores vistas de Macao y en los últimos años se ha usado para varias actividades de aventura. A 233 metros de altura, el skyjump y el bungee jumping de AJ Hackett desde el borde exterior de la torre, son los "saltos" comerciales más alto del mundo, y la segundo instalación de descenso más alta del mundo, por detrás del skyjump del Stratosphere de Las Vegas a 252 metros. La torre fue diseñada por el estudio de arquitectura de Craig Craig Moller.
Es uno de los miembros de la Federación Mundial de Grandes Torres. Además de servir como mirador y ocio, también se usa para emitir señales de radio y televisión.

## Historia
En una visita a Auckland, Nueva Zelanda, el multimillonario de los casinos de Hong Kong Stanley Ho Hung-Sun quedó tan impresionado por la Sky Tower de Auckland que encargó una torre similar para construirla en Macao. La torre fue diseñada por el estudio de ingeniería neozelandés Beca Group y Gordon Moller de Craig Craig Moller Architects para la Sociedade de Turismo e Diversões de Macau. La construcción de la torre empezó en 1998, y la torre se inauguró oficialmente el 19 de diciembre de 2001.

## Eventos
El 17 de diciembre de 2006, el padre del bungee jumping contemporáneo, A J Hackett, y el conocido artista Edison Chen rompieron dos récords Guinness en la Torre de Macao. A J Hackett rompió su propio récord de "Bungee jump más alto desde un edificio" logrado en 1987 en la Torre Eiffel. Edison Chen representó a la Torre de Macao en el salto inaugural para competir por "La instalación de bungee jumping más alta del mundo."

## En la cultura popular
Jack Osbourne también ha saltado desde la torre, en la tercera serie de Jack Osbourne: Adrenaline Junkie.
Anthony Bourdain saltó desde la última planta del edificio en un episodio de Anthony Bourdain: No Reservations.
Aquí se realizó una sesión de fotos en el episodio 10 de la temporada 18 de America's Next Top Model.
La torre apareció en el tercer episodio de An Idiot Abroad 3, en el que Karl Pilkington y Warwick Davis realizan el Skywalk, es decir, caminan alrededor del perímetro de una de las plantas más altas de la torre. Davis realizó luego un descenso controlado hasta el suelo.
Apareció en el episodio 133 del espectáculo de variedades surcoreano Running Man, en el que dieron al reparto (excepto Kim Jongkook y sus huéspedes, Lee Dong-wook y Han Hye-jin) tres misiones (saltar desde el edificio, escalar la antena y skywalk) que tenían que realizar en la torre para adquirir las tres cualidades que necesitaban para continuar con la siguiente misión.
La torre también se usó como obstáculo en un episodio de la versión estadounidense The Amazing Race: All-Stars que se emitió originalmente el 22 de abril de 2007 en CBS y en Amazing Race Canada 2 de 2014. También apareció en un obstáculo en dos episodios de The Amazing Race Asia 3.

## Galería

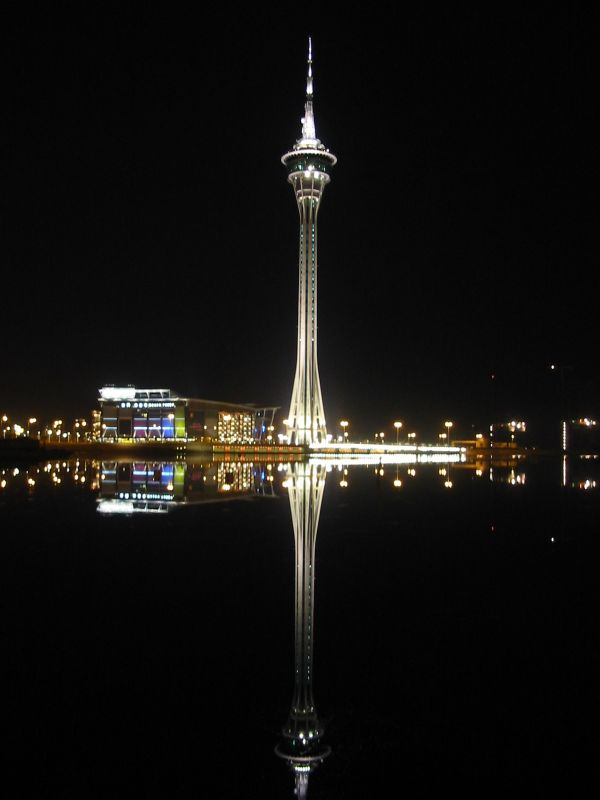
El Centro de Convenciones y Entretenimiento de la Torre de Macao también alberga varias tiendas y un cine.
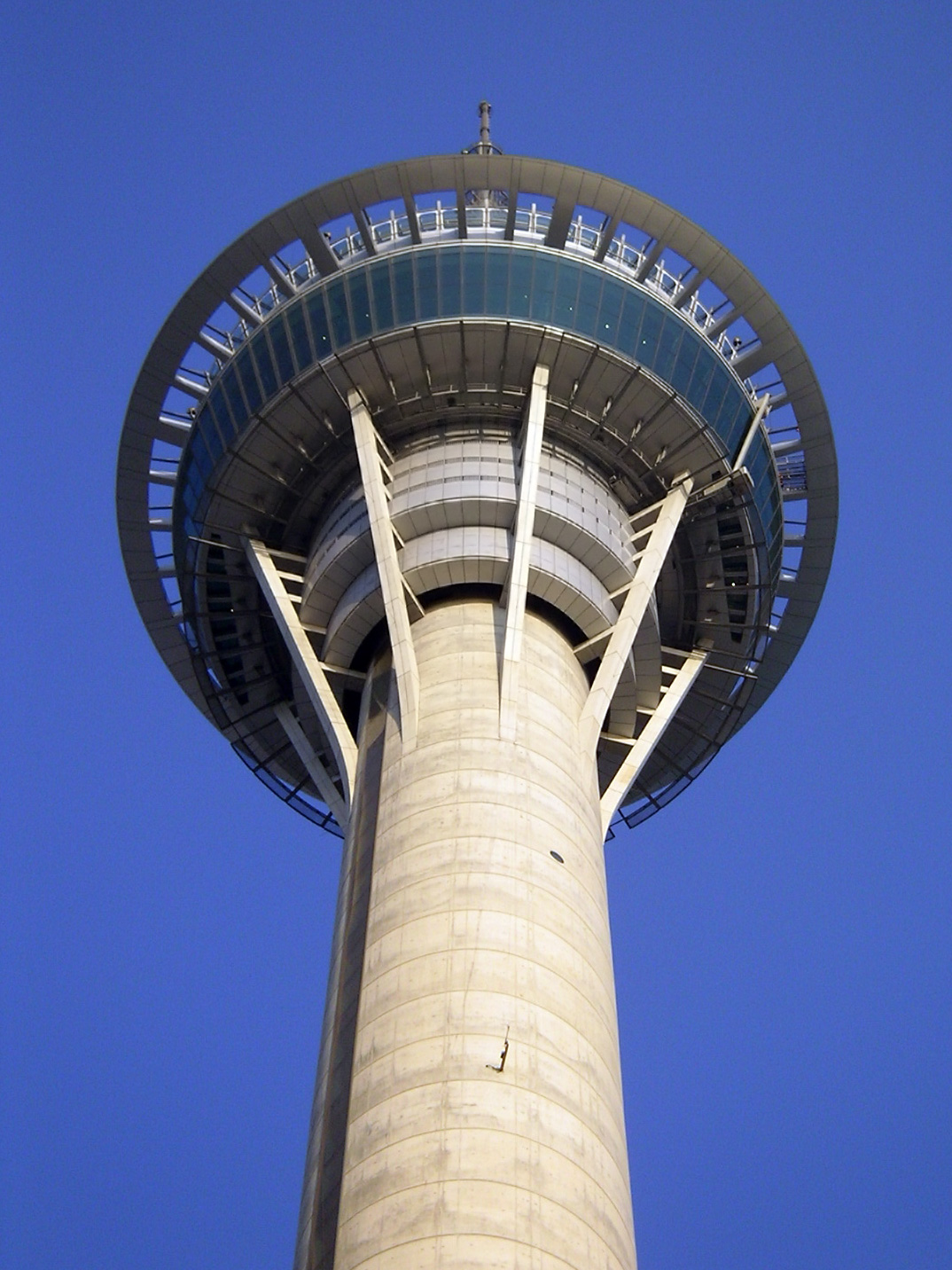
La Torre de Macao.
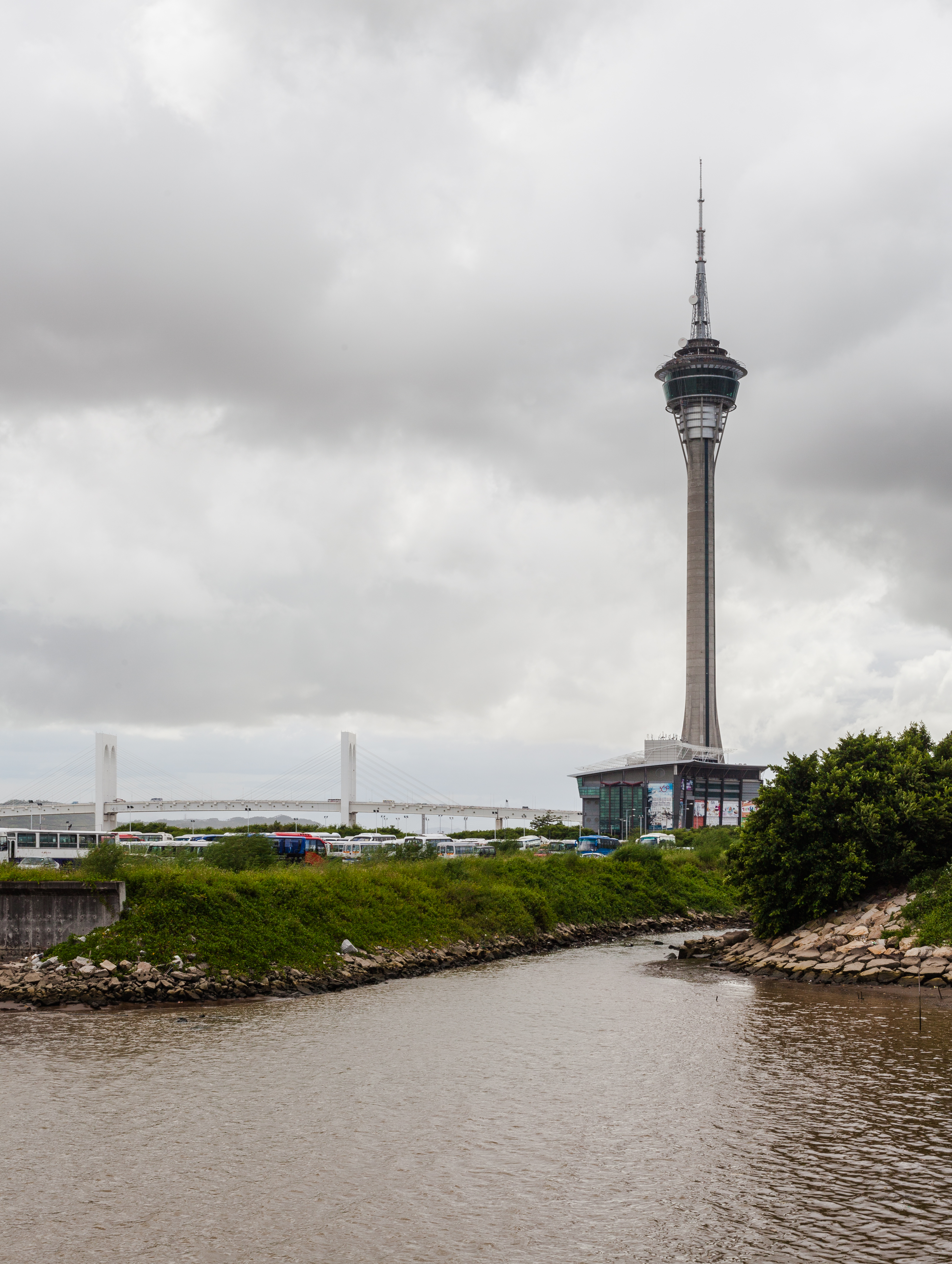
Vista general.
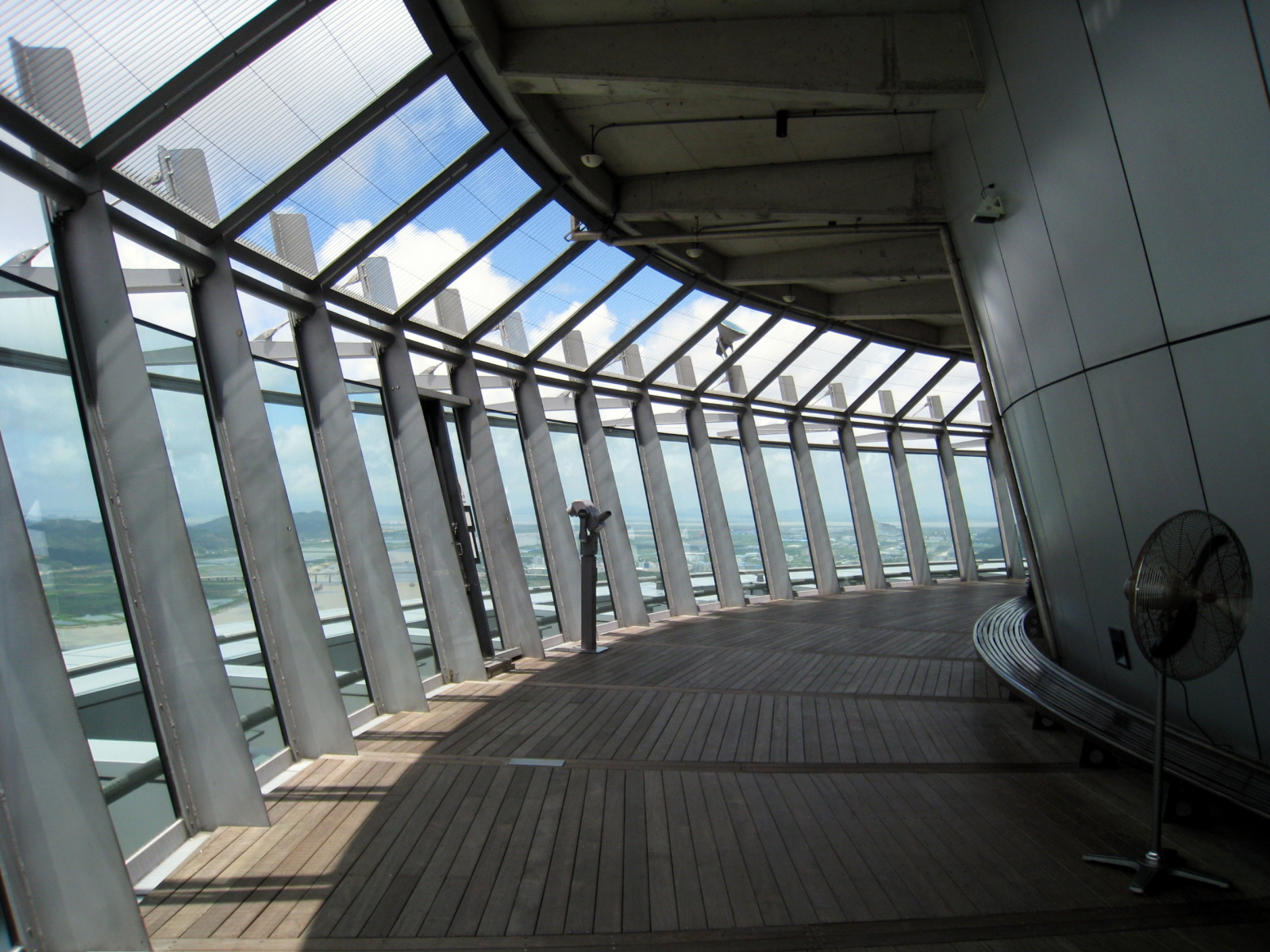
El mirador exterior 61°F.
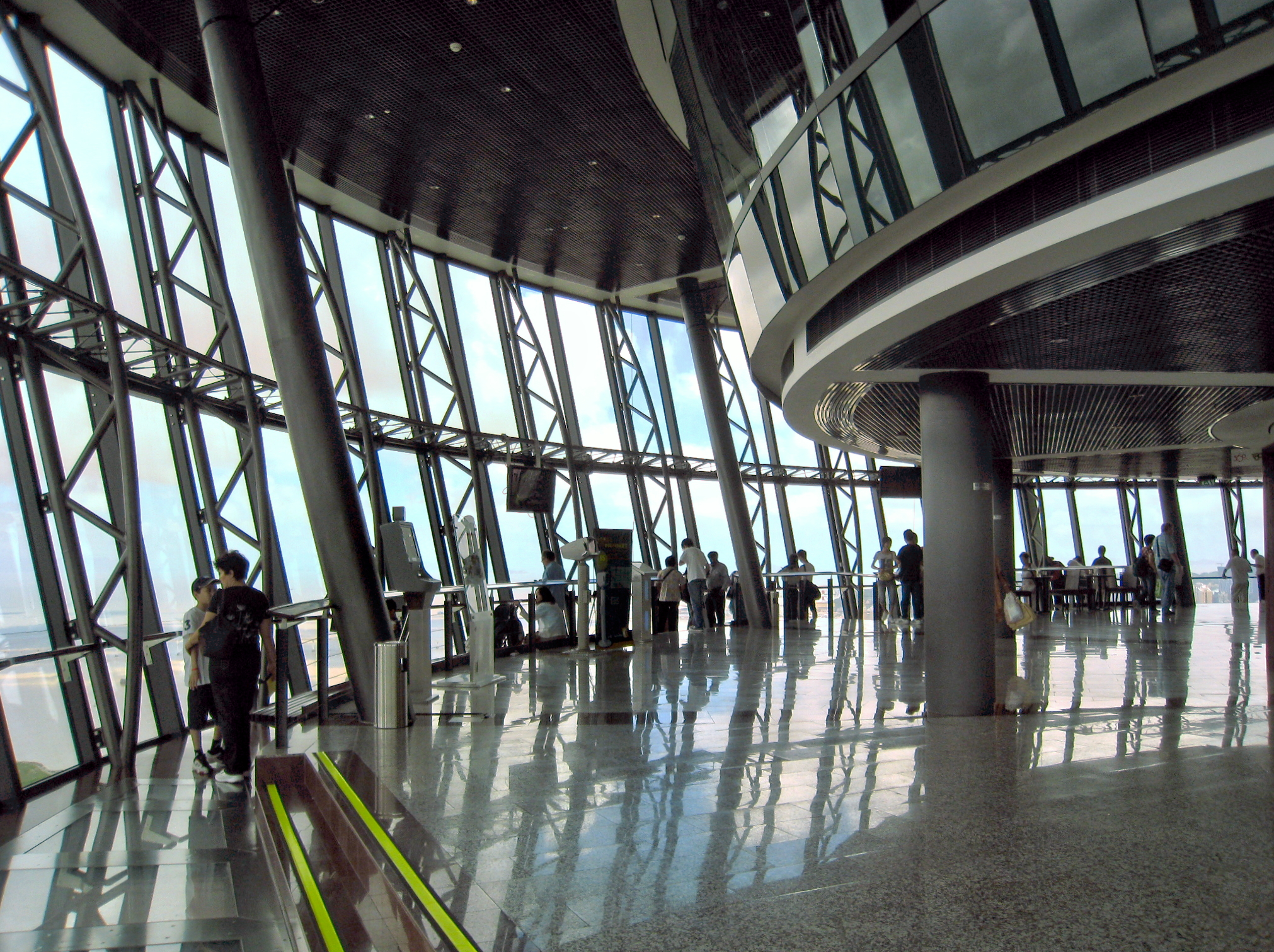
El mirador 58°F.
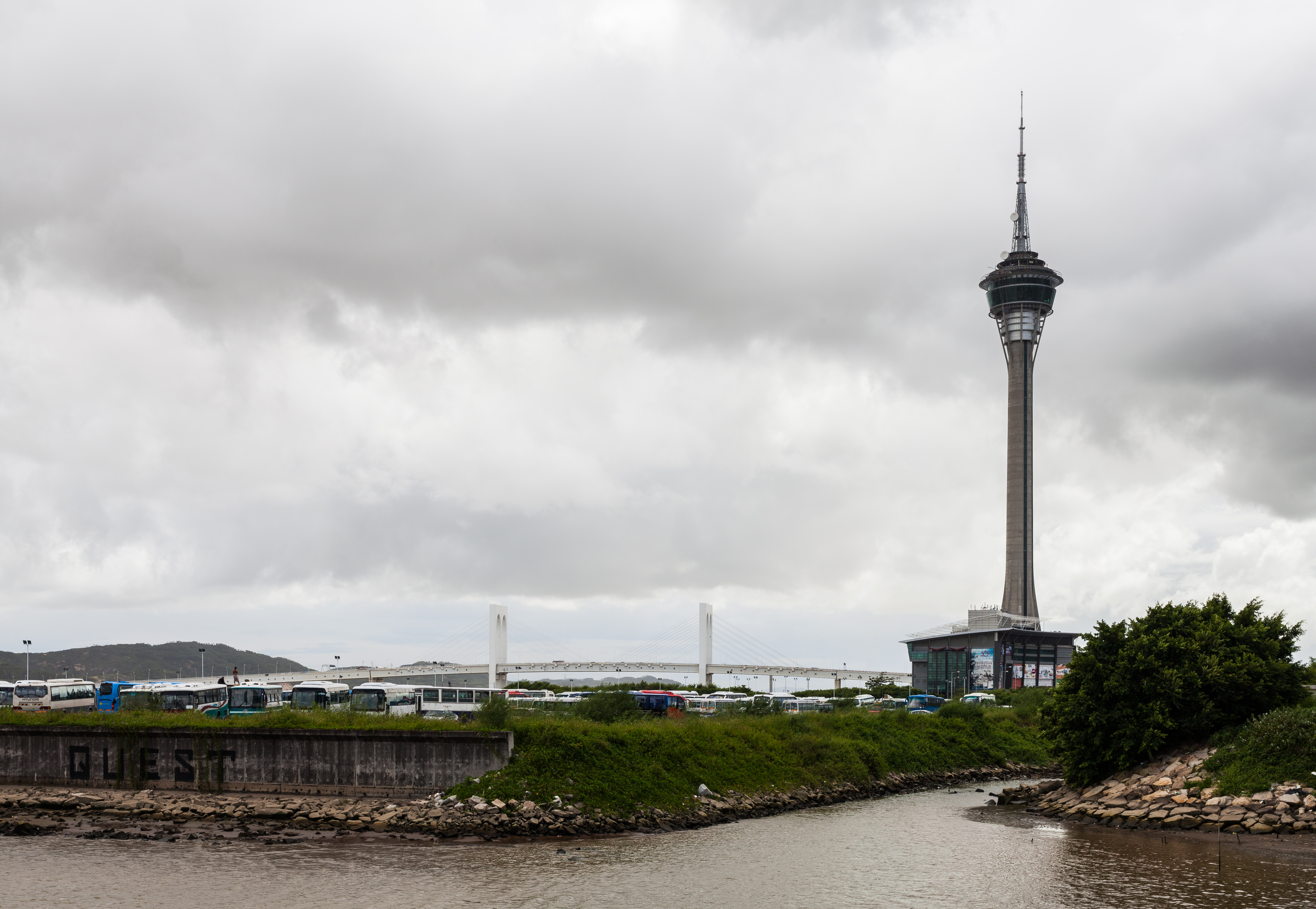
Torre y puente Sai Van.